# Pidhirne, Irșava
Pidhirne (în ucraineană Підгірне) este un sat în comuna Ciornîi Potik din raionul Irșava, regiunea Transcarpatia, Ucraina.

## Demografie
Componența lingvistică a localității Pidhirne
     Ucraineană (98,96%)
     Alte limbi (0,85%)
Conform recensământului din 2001, majoritatea populației localității Pidhirne era vorbitoare de ucraineană (98,96%), existând în minoritate și vorbitori de alte limbi.